# Synthecium campylocarpum
Synthecium campylocarpum is een hydroïdpoliep uit de familie Syntheciidae. De poliep komt uit het geslacht Synthecium. Synthecium campylocarpum werd in 1888 voor het eerst wetenschappelijk beschreven door Allman. 